# 風狂
風狂（ふうきょう）は、中国の仏教、特に禅宗において重要視される、仏教本来の常軌（戒律など）を逸した行動を、本来は破戒として否定的にとり得るものを、その悟りの境涯を現したものとして肯定的に評価した用語である。禅宗とともに日本にも伝わり、一休宗純がその代表者である。
本来、風狂という用語は仏教語ではない。「風」字も「狂」字と同様に風疾あるいは瘋疾の意味である。瘋癲や癲狂と同義語である。雅やかで世俗を超越したさまを表す「風流」とは本来、用法が異なっている。但し、日本では、江戸時代になって、松尾芭蕉の俳風に用いられたりして、風流と同義語の如く扱われるようになった。
風狂の風は、古くは中国への仏教伝来より余り時間の経過していない東晋頃より南北朝にかけて、すでに史伝に現れている。杯度や宝誌という僧が、その代表である。また、北周の廃仏で武帝を煽動したという衛元嵩も、その還俗前には、蜀（四川省）の成都で風狂の所行があり、杯度・宝誌の流と目されたと、『北史』や『周書』に見える。
唐代になると、万廻という僧が玄宗朝に見られるが、この時期になり、新興の禅宗と結びつくことで、その存在意義を前面に打ち出すようになる。その代表は、「臨済録」中で当の臨済義玄以上に活躍する普化である。天台山国清寺に伝わる寒山、拾得、豊干も風狂の代表であり、特に「寒山子詩」に収録される風狂の禅詩で名高く、その風姿は禅画の画題となっている。また宋代になって、普化の名に托した普化宗という禅の一派も現れている。
また、唐末五代の江南に現れたという布袋も風狂僧の一人であるが、弥勒の化身として信仰を集め、寺院の本尊として安置されるまでになる。また、日本に伝わって七福神の一人となる。
宋以降の風狂の僧といえば、南宋の済顛が第一である。済顛は済公の名で知られ、明清の章回小説の主人公となり最近ではテレビドラマ化され、あたかも日本の一休の如き存在である。